# Ben-Hur (película de 1907)
Ben-Hur es un cortometraje mudo estadounidense estrenado el 7 de diciembre de 1907, basado en la novela homónima escrita por Lew Wallace y publicada en 1880, que cuenta la vida de Judá Ben-Hur y su relación con la figura de Jesús de Nazaret a través de las numerosas peripecias de su vida. Uno de los elementos notables del filme es el precedente que sentó respecto al derecho de autor.

## Antecedentes
En 1880 el jurista, militar, diplomático y político estadounidense Lew Wallace publicó su novela Ben-Hur, una hábil mezcla de sus propias ideas religiosas con una clásica historia de aventuras que contenía violencia y romance. El libro se convirtió de inmediato en un best-seller y superó los 500 000 ejemplares vendidos en formato de lujo a lo largo de ocho años. La obra conectó con los sentimientos religiosos de gran parte del público y obtuvo el apoyo explícito del Papa.
En 1899, los empresarios Marc Klaw y A.L. Erlanger pagaron a Wallace un millón de dólares en concepto de derechos de autor para adaptar la novela al teatro. Con un alto coste de producción estrenaron en Broadway un espectáculo sin precedentes. En él se sentaron las bases de las escenas de la batalla naval y la carrera de cuadrigas que luego pasaron al cine. El papel de Judá Ben-Hur fue interpretado sucesivamente por Edward J. Morgan y William Farnum, y el de Mesala por William S. Hart. La carrera se realizaba con carros tirados por caballos sobre una plataforma giratoria, con un ciclorama del circo romano como fondo y al son de la «Cabalgata de las valquirias». El éxito hizo que de las dos cuadrigas iniciales se fuera aumentando hasta ocho. En la batalla naval se emplearon telas brillantes para simular el agua. La obra fue representada en los Estados Unidos durante dieciséis años, y dio el salto a diversas capitales europeas.

## La película
El éxito de la obra teatral de Klaw y Erlanger incitó a la productora cinematográfica Kalem Company a realizar su segunda película adaptando la novela de Wallace. El director fue el canadiense Sidney Olcott, quien rodó una película de un solo rollo que era una especie de resumen de la historia mediante una sucesión de escenas en las que la cámara se mantenía estática y grababa a los actores. La carrera de cuadrigas era la secuencia más importante, y se basó en el rodaje clandestino del espectáculo que se venía representando en Manhattan Beach por una batería de bomberos de Brooklyn.

## Derechos de autor

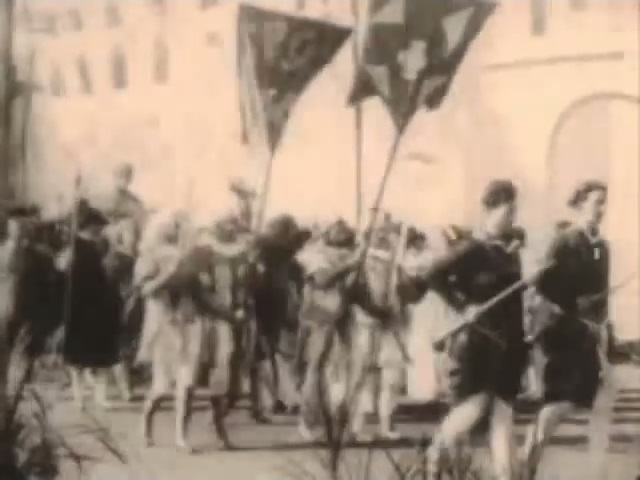
Escena del filme.

Kalem Company no se molestó en comprar los derechos para adaptar la novela de Lew Wallace, quien había fallecido dos años antes. En aquella época no existían precedentes acerca de la materia respecto de las adaptaciones cinematográficas. Sin embargo, los herederos de Wallace demandaron a la compañía y obtuvieron una sentencia que les reconoció el derecho a percibir 25.000 dólares y estableció jurisprudencia: «Los derechos de propiedad intelectual deben obtenerse por las empresas antes de que de las propiedades se haga una película.»